# 용서받지 못할 자
"용서받지 못할 자"는 한국에서 제작된 전우열 감독의 1970년 영화이다. 장동휘 등이 주연으로 출연하였고 홍성칠 등이 제작에 참여하였다.

## 출연

### 주연
- 장동휘
- 유미
- 김성옥

## 기타
- 조명: 이현우
- 미술: 노인택